# Мужская сборная Республики Корея по баскетболу 3×3
Мужская сборная Республики Корея по баскетболу 3×3 представляет Республику Корея на международных соревнованиях по баскетболу 3×3. Управляющим органом является Корейская баскетбольная ассоциация.
По состоянию на 28 августа 2024, мужская сборная Республики Корея по баскетболу 3×3 занимает 48-е место в мировом рейтинге ФИБА мужских сборных по баскетболу 3×3.

## Результаты выступлений
| Турнир                           | Золото | Серебро | Бронза | Всего |
| -------------------------------- | ------ | ------- | ------ | ----- |
| Чемпионат мира по баскетболу 3×3 | —      | —       | —      | —     |
| Чемпионат Азии                   | —      | —       | —      | —     |
| Азиатские игры                   | 0      | 1       | 0      | 1     |
| Итого                            | 0      | 1       | 0      | 1     |

### Чемпионат мира по баскетболу 3x3
| Год            | Место          | Игры           | Победы         | Поражения      | Состав команды                                          |
| -------------- | -------------- | -------------- | -------------- | -------------- | ------------------------------------------------------- |
| 2012—2016      | не участвовали | не участвовали | не участвовали | не участвовали | не участвовали                                          |
| Нант 2017      | 17             | 4              | 1              | 3              | Choi Gobong, Lee Seung Jun, Junsoo Namkoong, Shin Yunha |
| 2018           | не участвовали | не участвовали | не участвовали | не участвовали | не участвовали                                          |
| Амстердам 2019 | 17             | 4              | 1              | 3              | Kim Minseob, Lee Seung Jun, Park Jinsu, Park Minsu      |
| 2023—н. в.     | не участвовали | не участвовали | не участвовали | не участвовали | не участвовали                                          |

### Чемпионат Азии по баскетболу 3x3
| Год            | Место          | Игры           | Победы         | Поражения      | Состав команды                                         |
| -------------- | -------------- | -------------- | -------------- | -------------- | ------------------------------------------------------ |
| 2013—2017      | не участвовали | не участвовали | не участвовали | не участвовали | не участвовали                                         |
| Шэньчжэнь 2018 | 8              | 3              | 1              | 2              | Bang Deok Won, Lim Chaehoon, Kim Minseob, Park Minsu   |
| Чанша 2019     | 11             | 2              | 0              | 2              | Jang Dongyoung, Kim Dongwoo, Lee Seung Jun, Park Jinsu |
| Сингапур 2022  | 7              | 3              | 1              | 2              | Ha DoHyun, Kim Jung Nyeon, Park Minsu, Seok Jongtae    |
| 2023—н. в.     | не участвовали | не участвовали | не участвовали | не участвовали | не участвовали                                         |

### Азиатские игры
| Год           | Место | Игры | Победы | Поражения | Состав команды                                           |
| ------------- | ----- | ---- | ------ | --------- | -------------------------------------------------------- |
| Джакарта 2018 | 2     | 7    | 6      | 1         | An Young-jun, Kim Nak-hyeon, Park In-tae, Yang Hong-seok |
| Ханчжоу 2022  | 4     | 7    | 4      | 3         | Kim Dong Hyun, Seo Myeongjin, Lee Weon Seok, Lee Doowon  |